# 한·아프리카재단
한·아프리카재단(韓아프리카財團, Korea Africa Foundation)은 2018년 출범한 대한민국 외교부 산하의 특수법인이다. 아프리카 국가에 대한 장기적·종합적 연구분석과 정치·경제·문화·학술 등 제반 분야에서 아프리카 국가와의 동반자 관계 증진을 목적으로 한다.

## 주요 기능 및 역할
- 아프리카 국별·권역별 동향 파악 및 조사·연구[1]
- 아프리카 국가와의 상호 이해 증진을 위한 교육·홍보
- 기업 및 민간단체의 아프리카 국가와의 교류·협력 지원
- 기타 재단 설립목적을 달성하기 위하여 필요한 사업

## 연혁
- 2018년 설립[2]
- 초대 이사장 최연호 취임[3]
- 2대 이사장 여운기 취임[4]

## 같이 보기
- 아프리카-대한민국 관계
- 외교부